# Kansan Lehti
Le Kansan Lehti (littéralement le Journal du peuple) était un journal social-démocrate finlandais publié à Tampere de mars 1899 à 1991.

## Histoire

### Le quotidien
Pendant la guerre civile finlandaise, le journal est l'organe local principal de la Garde rouge et le rédacteur en chef en est Anton Huotari.
Il a alors une posture propagandiste: il rapporte, entre autres, juste avant la bataille de Tampere que des combattants chinois se battent aux côtés de la Garde blanche et que les commandants blancs dirigent sous l'influence de l'alcool.
Le quotidien arrête sa publication en 1918.
La publication du quotidien reprend dans les années 1920 quand il diffuse entre autres une longue liste des rouges assassinés à Jämsä.
La diffusion continuera jusqu'en fin 1991.

### Le semestriel
Par la suite, la section social-démocrate de la circonscription du Pirkanmaa publie un semestriel intitulé aussi Kansan Lehti.
À partir de février 2007, ce périodique est publié sur Internet mais de nos jours le site n'est plus actif.

## Rédacteurs en chef
- Kössi Koskinen 1899
- M. V. Vuolukka 1899
- Yrjö Mäkelin 1900–1906
- Timo Korpimaa 1906–1907
- Kaapo Murros 1907–1909
- Santeri Nuorteva 1909–1911
- Kustaa Mikko Evä 1911
- Anton Huotari 1911–1918
- Kaarlo Harvala 1919
- Rafael Rinne  –1942
- Jalmari Leino 1942–1949
- Niilo Teerimäki 1949–1956
- Arvo Tuominen 1956–1961
- Vilho Halme 1961−1974
- Paavo Luokkala 1974–1988
- Vesa Karvinen 1988–1991